# Don't Worry
Don't Worry är en låt som framfördes av sångerskan Ace Wilder i första deltävlingen av Melodifestivalen 2016. Låten tog sig direkt till finalen den 12 mars. Låten är skriven av Joy Deb, Linnea Deb, Anton Hård af Segerstad, Behshad Ashnai och Ace Wilder själv. Låten placerade sig på plats 34 på Sverigetopplistan.